# Kemal Sunal
Ali Kemal Sunal, né le 11 novembre 1944 à Istanbul et mort le 3 juillet 2000 dans la même ville, est un acteur comique turc, et l'une des figures les plus célèbres du cinéma turc.

## Biographie
Né en 1944 à Istanbul, Kemal Sunal est diplômé du lycée Vefa et de l'université de Marmara. Il commence sa carrière au théâtre avec une pièce intitulée Zoraki Takip. Sa carrière au cinéma commence en 1972. Sa carrière connaît un grand essor après le coup d'État de 1980 et il tient le haut de l'affiche dans 84 films. En 1977, il obtiendra le prix du meilleur acteur au festival du film d'Antalya.
Aviophobe, il décède à l'âge de 55 ans d'une crise cardiaque dans l'avion qui devait l'emmener à Trabzon sur le tournage du film Balalayka.

## Personnage
Durant toute sa carrière d'acteur, il a campé un personnage naïf, tendre et drôle.
Depuis l'apparition des chaînes privées au début des années 1990, ses films ont été diffusés en boucle sur toutes les chaînes de télévision, d'une part parce que Kemal Sunal a toujours été un des acteurs les plus populaires de Turquie, mais surtout parce que la loi sur les droits d'auteur n'obligent aucune chaîne de télévision à verser des droits aux acteurs et aux réalisateurs. Entre les tournages de longs métrages, il a souvent dû tourner dans des spots publicitaires, comme la plupart des acteurs et actrices en Turquie. 

### Anecdotes
Le 11 novembre 2014, il est le sujet d'un Doodle sur la page d'accueil de Google Turquie à l'occasion du 70e anniversaire de sa naissance.

## Filmographie
- Films Kemal Sunal

| Année | Film                         | Rôle               |
| ----- | ---------------------------- | ------------------ |
| 1972  | Tatlı Dillim                 | Un basketteur      |
| 1973  | Oh Olsun                     | Fazıl              |
| 1973  | Güllü Geliyor Güllü          | Un tueur à gages   |
| 1973  | Canım Kardeşim               | Un passager        |
| 1973  | Yalancı Yarim                | Kemal              |
| 1974  | Hasret                       | Yanık              |
| 1974  | Salak Milyoner               | Saffet             |
| 1974  | Köyden İndim Şehire          | Saffet             |
| 1974  | Salako                       | Salako             |
| 1974  | Mavi Boncuk                  | Kaymakam Cafer     |
| 1975  | Şaşkın Damat                 | Apti               |
| 1975  | Hanzo                        | Hanzo / Cabbar     |
| 1975  | Hababam Sınıfı               | İnek Şaban         |
| 1975  | Hababam Sınıfı Sınıfta Kaldı | İnek Şaban         |
| 1976  | Tosun Paşa                   | Şaban / Tosun Paşa |
| 1976  | Süt Kardeşler                | Şaban              |
| 1976  | Sahte Kabadayı               | Kemal              |
| 1976  | Meraklı Köfteci              | Zühtü Karışan      |
| 1976  | Kapıcılar Kralı              | Seyid              |
| 1976  | Hababam Sınıfı Uyanıyor      | İnek Şaban         |
| 1977  | Sakar Şakir                  | Şakir              |
| 1977  | Şabanoğlu Şaban              | Şaban              |
| 1977  | İbo İle Güllüşah             | İbo                |
| 1977  | Hababam Sınıfı Tatilde       | İnek Şaban         |
| 1977  | Çöpçüler Kralı               | Abdi Şakrak        |
| 1978  | Yüz Numaralı Adam            | Şaban              |
| 1978  | Köşeyi Dönen Adam            | Adem               |
| 1978  | Kibar Feyzo                  | Feyzo              |
| 1978  | İyi Aile Çocuğu              | Kemal / Cemal      |
| 1978  | İnek Şaban                   | Şaban / Bülent     |
| 1978  | Avanak Apti                  | Apti               |
| 1979  | Umudumuz Şaban               | Ringo Şaban        |
| 1979  | Şark Bülbülü                 | Şaban Ballıses     |
| 1979  | Korkusuz Korkak              | Mülayim Sert       |
| 1979  | Dokunmayın Şabanıma          | Şaban              |
| 1979  | Bekçiler Kralı               | Şaban Özgüneş      |
| 1980  | Zübük                        | İbrahim Zübükzade  |
| 1980  | Gol Kralı                    | Sait Sarıoğlu      |
| 1980  | Gerzek Şaban                 | Osman / Seyfi      |
| 1980  | Devlet Kuşu                  | Mustafa            |
| 1981  | Üç Kağıtçı                   | Rıfkı              |

| Année | Film                 | Rôle                    |
| ----- | -------------------- | ----------------------- |
| 1981  | Kanlı Nigar          | Abdi                    |
| 1981  | Davaro               | Memo                    |
| 1982  | Yedi Bela Hüsnü      | Hüsnü                   |
| 1982  | Doktor Civanım       | Kemal                   |
| 1983  | Tokatçı              | Osman                   |
| 1983  | Kılıbık              | Kamil                   |
| 1983  | En Büyük Şaban       | Şaban                   |
| 1983  | Çarıklı Milyoner     | Bayram                  |
| 1984  | Şabaniye             | Şaban / Şabaniye        |
| 1984  | Postacı              | Yandan Çarklı Adem      |
| 1984  | Ortadirek Şaban      | Şaban                   |
| 1984  | Atla Gel Şaban       | Niyazi                  |
| 1985  | Sosyete Şaban        | Şaban Ağa / Dilaver Bey |
| 1985  | Şendul Şaban         | Şaban                   |
| 1985  | Şaban Papuçu Yarım   | Şaban                   |
| 1985  | Keriz                | Zülfü                   |
| 1985  | Katma Değer Şaban    | Şaban                   |
| 1985  | Gurbetçi Şaban       | Şaban                   |
| 1986  | Yoksul               | Yoksul                  |
| 1986  | Tarzan Rıfkı         | Tarzan Rıfkı            |
| 1986  | Garip                | Kemal                   |
| 1986  | Deli Deli Küpeli     | Kaymakam                |
| 1986  | Davacı               | Yunus                   |
| 1987  | Yakışıklı            | Selim                   |
| 1987  | Kiracı               | Kerim                   |
| 1987  | Japon İşi            | Veysel                  |
| 1988  | Uyanık Gazeteci      | Ali                     |
| 1988  | Sevimli Hırsız       | Metin                   |
| 1988  | Polizei              | Ali Ekber               |
| 1988  | Öğretmen             | Hüsnü Öğretmen          |
| 1988  | İnatçı               | Bayram                  |
| 1988  | Düttürü Dünya        | Dütdüt Mehmet           |
| 1988  | Bıçkın               | Ali / Kemal Sunal       |
| 1989  | Zehir Hafiye         | Cemal                   |
| 1989  | Talih Kuşu           | Osman Abalı             |
| 1990  | Gülen Adam           | Yusuf Şaplak            |
| 1990  | Koltuk Belası        | Zühtü Kaya              |
| 1990  | Boynu Bükük Küheylan | İbrahim Küheylan        |
| 1990  | Abuk Sabuk Bir Film  | Âdemoğlu                |
| 1991  | Varyemez             | Ragıp Elibol            |
| 1999  | Propaganda           | Mehdi                   |